# コウノトリ呼び戻す農法米
コウノトリ呼び戻す農法米（コウノトリよびもどすのうほうまい）とは、福井県越前市での“環境順応型農法”による稲作で生産されたコメである。「コウノトリ米」とも呼ばれる。コウノトリ呼び戻す農法とは、コウノトリを地域に呼び戻すための農法で、無農薬、無化学肥料、生物多様性への配慮を行う農法で、手本は兵庫県豊岡市の「コウノトリ育む農法」である。福井県認証特別栽培米。

## 歴史と目的
越前市西部地区（白山、坂口地区）はアベサンショウウオが棲息する里地・里山であり、2009年には「にほんの里100選」に選ばれているが、福井県によると田んぼに代表される水辺の生き物が最も危機に瀕しているとして、希少野生生物の保全が求められていた。
また20世紀、日本のコウノトリは絶滅の危機に瀕し、1956年、特別天然記念物に指定された。戦後の越前市では、コウノトリが数回飛来し、その度に全国的な話題となった。
1970年（昭和45年）の越前市（旧武生市）黒川町では、下くちばしが折れ採餌が難しいコウノトリ「コウちゃん」が飛来し、白山小学校などの住民の世話を受け、これが人々の記憶に残った。
2005年、剥製となったコウちゃんは一時、越前市に展示された。40年前には幼かった者は今は農業の担い手となっていた。
2007年、この地にコウノトリを飛来させたいと考えた越前市黒川町の農家有志4名が無農薬・無化学肥料の稲作を試みる。
さらに2年後の2009年、越前市西部地区（白山、坂口地区）の農家9名により“コウノトリ呼び戻す農法部会”が作られ、コウノトリに配慮した“環境順応型農法”による稲作が開始された。
この農法は名称の通りコウノトリを地域に呼び戻すための、無農薬かつ無化学肥料で、生物多様性に配慮した農法となっている。
そのコメは「コウノトリ呼び戻す農法米」や「コウノトリ米」などと呼ばれる。
2010年4月には、40年ぶりに新たなコウノトリ「えっちゃん」が飛来し、越前市内のあちこちの田んぼで採餌するなどして、107日間滞在した。このえっちゃんの出来事が影響してか、冬期湛水（とうきたんすい）の水田が増えたり、地区外の農家が“コウノトリ呼び戻す農法部会”に加入した。
“コウノトリ呼び戻す農法”は、安全・安心な高付加価値米を生産する狙いもあるが、実際にコウノトリが飛来することを想定し、適切な環境を取り戻すことを目標としている。
2010年に開催された名古屋でのCOP10の会場では“コウノトリ呼び戻す農法米”のおにぎりが関係者に振る舞われた。
国連大学高等研究所の所長ゴビンダン・パラウィルは礼状を出し、関係者はパラウィルがコウノトリ米を選んだ理由に「（越前市白山・坂口地区は）拠点施設から遠く離れているにもかかわらず、いつかコウノトリが飛来する日を待ちながら地道に環境を整えている」と評価したことを福井新聞は伝えた。
福井新聞は“コウノトリ呼び戻す農法米”を「おいしい」と伝える。だが、その手法“コウノトリ呼び戻す農法”は、栽培技術の確立（安定収量）に向け、2013年現在も試行錯誤が行われる。
なお、2013年にはこの農法で生産された酒米による日本酒もできあがった。

## 農法
農薬や化学肥料を一切用いない。なるべく生物多様性を維持し、農業に利用する。手本は兵庫県豊岡市の「コウノトリ育む農法」である。

### 生き物への配慮
1. 土作り - 土中の微生物を育むために稲刈り後に米ぬかを散布する[12]。
2. 冬期湛水（冬水田んぼ、ふゆみずたんぼ） - 冬にも田に水を張ると、生物多様性が維持でき、また上空から目立つため、鳥が飛来しやすく、かつ、春先には微生物を育む効果がある[12][8]。
3. 魚道など生き物への配慮 - 生き物に優しい環境を作るために、水路と田んぼをつなぎ、木枠などで蛙や魚が水路から田んぼへ登れる魚道を確保する[12][26]。ほか、魚類や水生生物の全滅を防ぐため、避難溝の設置、退避小池の造成など「生きものを逃がす場所」の確保も行う[27][8][26]。
4. 中干しの延期 - カエルはコウノトリの主要な餌であるが、ひと月ほど中干しの実施を延期すると、オタマジャクシがカエルに変態でき、死滅を防げ[27]、カメムシなど害虫対策にもなる[26]。
5. 湛水休耕田（たんすいきゅうこうでん） - 乾田に水生生物や水鳥を増やすために休耕田に常時水を貯め、生き物の産卵場所を設ける[26]。
6. 生物調査 - 田んぼの環境状態の確認のために、生き物の調査を行う[12][26]。田植え前のイトミミズの匹数で田んぼの状態が判断できる[8]。

### 米ぬか
1. 米ぬかペレット - 米糠ペレット成形機などで米ぬかを1センチ程度のペレット状に加工する[8]。1反（約0.1ヘクタール）当たり約100キロ必要とされる[8]。
2. 米ぬか散布 - ペレット状にした米ぬかを動力式散布機で撒く[12]。米ぬか由来の有機酸がコナギなど雑草の発芽を抑制するとされ[注釈 4][12]、また米ぬかはイトミミズの餌となって雑草（コナギなど）の種を埋めるほど大量の糞を生産し、土ごと発酵が起こって田の表面にトロトロ層を形成する[8][28]。

### 育成
1. 苗作り - 苗床では苗を通常の7割の量にし、過密を避ける[12]。農薬を使わない分、日当たりを良くし、吸収しにくい有機堆肥を与えて根を伸長させ、病気に強い丈夫な苗をつくる[注釈 5][8]。
2. 田植え - 日当たりと風通しのためにゆったりと植え、また、夏の高温を避けて育成するため、遅植えとする[12]。
3. 除草 - 田植え10日後ごろに稲の苗がしっかり根を張るので、チェーンで初期除草をする[注釈 6][10]。また、頃合いを見て、除草機（中耕除草機）を用いる[12][32]。除草剤は用いず、雑草はこまめに処理する[8]。
4. 病気対策 - 植える苗の量を従来の3/4程度にすることで風通しを良くし、いもち病の発生を抑える[33]。いもち病の発生時には食酢を散布して対応する[注釈 7][12][8]。
5. カメムシ - 畦の草取りや[38]、耕作放棄地の草も刈り取る[注釈 8][3]。
6. 機械化 - 田植え、稲刈りなどは機械で行う[12]。